# Nashville (film)
Nashville is een satirische film uit 1975 geregisseerd door Robert Altman. De film toont het leven van 24 personen binnen de country- en gospelcultuur van Nashville. Nashville laat dit zien aan de hand van verschillende verhaallijnen afgewisseld met muzikale nummers.
Het nummer I am Easy, in de film gezongen door Keith Carradine, won een Golden Globe en een Oscar. Ook werd de film genomineerd voor een Oscar in de categorieën beste film, beste regie (Altman) en twee keer voor beste vrouwelijke bijrol (Lily Tomlin en Ronee Blakley). Daarnaast werd de productie twintig andere prijzen toegekend, waaronder een BAFTA Award voor beste filmmuziek, een Premi David di Donatello voor beste buitenlandse film en National Board of Review Awards voor beste Engelstalige film, beste regisseur en beste vrouwelijke bijrol (Blakly).
In 1992 werd Nashville opgenomen in het National Film Registry.

## Rolverdeling
| Acteur            | Personage      |
| ----------------- | -------------- |
| Lily Tomlin       | Linnea Reese   |
| Keith Carradine   | Tom Frank      |
| Ned Beatty        | Delbert Reese  |
| Henry Gibson      | Haven Hamilton |
| Barbara Baxley    | Lady Pearl     |
| Dave Peel         | Bud Hamilton   |
| Geraldine Chaplin | Opal           |
| Ronee Blakley     | Barbara Jean   |
| Allen Garfield    | Barnett        |
| Scott Glenn       | Glenn Kelly    |
| Karen Black       | Connie White   |
| Michael Murphy    | John Triplette |
| Gwenn Welles      | Sueleen Gay    |
| Robert Doqui      | Wade           |
| Shelley Duvall    | L.A. Joan      |
| Keenan Wynn       | Mr. Green      |
| David Hayward     | Kenny Fraiser  |
| Christina Raines  | Mary           |
| Allan Nicholls    | Bill           |
| David Arkin       | Norman         |
| Timothy Brown     | Tommy Brown    |
| Jeff Goldblum     | Tricycle Man   |
| Barbara Harris    | Albuquerque    |
| Bert Remsen       | Star           |